# Chitaraque

Localização de Chirataque no departamento de Boyacá.

Chitaraque é um município no departamento de Boyacá, na Colômbia.